# Acto de comercio
Un acto de comercio es un concepto jurídico, empleado para diferenciar el campo de la actuación del Derecho mercantil con respecto al Derecho civil (como Derecho común). La idea que subyace es la necesidad de distinguir casos concretos, en la medida en que en los negocios jurídicos, contratos y obligaciones, poseen estatutos jurídicos diferenciados: de Derecho civil o de Derecho mercantil. Es un sistema que implica la aplicación a estos de la legislación civil en forma subsidiaria o por exclusión: si no se trata de un acto de comercio, se regirá por el Derecho civil. De todos modos, en algunos sistemas, un mismo acto puede ser comercial para una de las partes y civil para la otra situación conceptualizada como "actos mixtos" o "de doble carácter".
Por otro lado, es necesario tener presente que existen actualmente ordenamientos que poseen un tratamiento unitario de los actos, obligaciones y contratos, como por ejemplo el del Código Civil de Suiza y el de Italia, que incluyen la reglamentación de las sociedades de capital y títulos de crédito en la legislación común, estableciendo un estatuto o régimen diferenciado solo para los comerciantes o empresarios.

## Definición
En Derecho, el acto de comercio se refiere a una categoría específica de transacciones jurídicas que tienen como objetivo la realización de actividades económicas y comerciales. Se define como cualquier operación o contrato en la que al menos una de las partes está involucrada en el ejercicio de una actividad comercial.
El acto de comercio puede abarcar una amplia gama de actividades, como la compra y venta de bienes, la prestación de servicios comerciales, la distribución de productos, la negociación de contratos comerciales, entre otros. Estos actos se caracterizan por tener un carácter mercantil y estar destinados a la obtención de beneficios económicos.
La determinación de si un acto en particular constituye un acto de comercio puede depender de las leyes y regulaciones específicas de cada país, ya que los sistemas legales pueden tener definiciones y criterios ligeramente diferentes. En general, se considera que un acto de comercio implica la participación de comerciantes o empresas en su realización y está sujeto a las normas y regulaciones del derecho comercial.

## Importancia
La distinción entre los actos de comercio, de aquellos que no poseen dicho carácter, puede ser relevante por los siguientes motivos:
- La normativa de fondo aplicable: si según la legislación una y otra tienen distinto tratamiento.
- La prueba de los actos o negocios jurídicos: los medios de prueba exigidos o admitidos para cada tipo de acto pueden variar en función de su carácter.
- La determinación de la profesión o actividad, pues sirve para establecer la calidad de comerciante.
- La capacidad de quienes son parte o ejecutan los actos.
- La aplicación de la costumbre, que es admisible como fuente del Derecho en materia mercantil, en ciertos países.
- La aplicación de tributos por la celebración de dichos actos.
- La competencia judicial, ya que puede ser necesaria para determinar el tribunal competente y, en su caso, el procedimiento correspondiente.

## Regulaciones por país

### Argentina
En Argentina, el Código de Comercio no da una definición de acto de comercio, sino que se limita a enumerar una serie de actos que deben considerarse comerciales. Estos mismos se encuentran dentro del artículo 8 del código derogado

### Chile
En Chile, el Código de Comercio en su artículo 1 expresa que «[...] rige las obligaciones de los comerciantes que se refieran a operaciones mercantiles, las que contraigan personas no comerciantes para asegurar el cumplimiento de obligaciones comerciales, y las que resulten de contratos exclusivamente mercantiles». A su vez, en el artículo 3 señala una enumeración de los actos de comercio, disponiendo que «Son actos de comercio, ya de parte de ambos contratantes, ya de parte de uno de ellos: [...]». Esta última norma da reconocimiento a los «actos de doble carácter» o «mixtos».
Existe cierta doctrina que, basándose en el artículo 1, argumenta que en Chile rige un derecho comercial subjetivo.[cita requerida] Sin embargo, en la opinión del profesor Ricardo Sandoval, este es objetivo, ya que posteriormente el artículo 8 establece que «No es comerciante el que ejecuta accidentalmente un acto de comercio; pero queda sujeto a las leyes de comercio en cuanto a los efectos del acto».

### Colombia
Los actos de comercio están dispuestos en el artículo 20 del Código de Comercio, y son estos tipos de acciones o actos los que determinan en últimas si un negocio jurídico es civil o mercantil y no la calidad de la persona. Esto se traduce en que no importa quién intervenga en el acto jurídico; lo que va a determinar si un acto es comercial o no, es que este se encuentre regulado en este artículo.
De acuerdo a la norma en comento podemos decir que están reguladas las relaciones que tienden a generar lucro a una o a varias de las partes, como son las acciones de comprar para vender, arrendar para subarrendar, el mutuo a interés, el contrato de seguro, etc. La doctrina autorizada asegura que este listado no es taxativo.

### España
En España, el artículo 2 del Código de Comercio se decanta por una definición objetivista. A tal efecto, la ley establece que «Los actos de comercio, sean o no comerciantes los ejecutantes, y estén o no especificados en este Código, se regirán por las disposiciones contenidas en él [...]».
Sin embargo, muchos de los artículos específicos del Código se refieren a distinciones subjetivas. Por ejemplo, el artículo 311 establece que es mercantil el préstamo siempre que uno de los contratantes sea comerciante.

### República Dominicana
El código de comercio Dominicano enumera los actos que la ley reputa de comercio en los artículos 632 y 633, el cual nos expresa que "La ley reputa actos de comercio: toda compra de género y mercancías para revenderlos, sea en naturaleza, sea después de haberlos trabajado y puesto en obra, o aun para alquilar simplemente su uso: toda empresa de manufacturas, de comisión, de transporte por tierra, o por agua, toda empresa de suministros, y agencias, oficinas de negocios de establecimientos de ventas a remate, de espectáculos públicos, toda operación de cambio, banca y corretaje; todas las operaciones de las bancas públicas; todas las obligaciones entre negociantes y banqueros; entre todas las personas, las letras de cambio o remesas de dinero hechas de plaza a plaza".

### México
En el Código de Comercio mexicano no da una definición de los actos de comercio, sino que enumera en su artículo 75 los 25 actos de comercio que la ley reputa: 
"I.- Todas las adquisiciones, enajenaciones y alquileres verificados con propósito de especulación comercial, de mantenimientos, artículos, muebles o mercaderías, sea en estado natural, sea después de trabajados o labrados;
II.- Las compras y ventas de bienes inmuebles, cuando se hagan con dicho propósito de
especulación comercial;
III.- Las compras y ventas de porciones, acciones y obligaciones de las sociedades mercantiles;
IV.- Los contratos relativos y obligaciones del Estado ú otros títulos de crédito corrientes en el comercio;
V.- Las empresas de abastecimientos y suministros;
VI.- Las empresas de construcciones, y trabajos públicos y privados;
VII.- Las empresas de fábricas y manufacturas;
VIII.- Las empresas de trasportes de personas o cosas, por tierra o por agua; y las empresas de turismo.
IX.- Las librerías, y las empresas editoriales y tipográficas;
X. Las empresas de comisiones, de agencias, de oficinas de negocios comerciales, casas de empeño y establecimientos de ventas en pública almoneda;
XI.- Las empresas de espectáculos públicos;
XII.- Las operaciones de comisión mercantil;
XIII.- Las operaciones de mediación de negocios mercantiles;
XIV.- Las operaciones de bancos;
XV.- Todos los contratos relativos al comercio marítimo y a la navegación interior y exterior;
XVI.- Los contratos de seguros de toda especie;
XVII.- Los depósitos por causa de comercio;
XVIII.- Los depósitos en los almacenes generales y todas las operaciones hechas sobre los certificados de depósito y bonos de prenda librados por los mismos;
XIX.- Los cheques, letras de cambio o remesas de dinero de una plaza a otra, entre toda clase de personas;
XX.- Los vales u otros títulos a la orden o al portador, y las obligaciones de los comerciantes, a no ser que se pruebe que se derivan de una causa extraña al comercio;
XXI.- Las obligaciones entre comerciantes y banqueros, si no son de naturaleza esencialmente civil;
XXII.- Los contratos y obligaciones de los empleados de los comerciantes en lo que concierne al comercio del negociante que los tiene a su servicio;
XXIII.- La enajenación que el propietario o el cultivador hagan de los productos de su finca o de su cultivo;
XXIV. Las operaciones contenidas en la Ley General de Títulos y Operaciones de Crédito;
XXV.- Cualesquiera otros actos de naturaleza análoga a los expresados en este código.
Mientras que en el artículo 76 del mismo ordenamiento jurídico, define aquellos actos de adquisición de bienes que no son de comercio: "No son actos de comercio la compra de artículos o mercaderías que para su uso o
consumo, o los de su familia, hagan los comerciantes: ni las reventas hechas por obreros, cuando ellas
fueren consecuencia natural de la práctica de su oficio."